# زندگی راک
زندگی راک (به هندی: Zindaggi Rocks) فیلمی محصول سال ۲۰۰۶ و به کارگردانی تانوجا چاندرا است. در این فیلم بازیگرانی همچون سوشمیتا سن، شاینی آهوجا، سوشمیتا سن، موشومی چاترجی، کیم شارما و سیما بیسواس ایفای نقش کرده‌اند.